# Знаме на Сърбия и Черна гора
Националното знаме на Съюзна република Югославия е прието на 27 април 1992 г. През 2003 г., когато държавата се преобразува в Сърбия и Черна гора, то става нейно национално знаме и остава такова до разпадането на федеративната република през 2006 г.
Трикольорът червено, бяло и синьо е служил за знаме на Кралството на сърби, хървати и словенци (по-късно преименувано на Кралство Югославия) през 1918 г.

## Предложение за знаме
През 2003 г. Министерският съвет на Сърбия и Черна гора предлага ново знаме, но след дълга дискусия не се приема. Също така се предлага и нов химн, който представлява смес от химновете на Сърбия и на Черна гора. Новото знаме също е смес от знамената на Сърбия и Черна гора (старото знаме на Черна гора до 2004) и тъй като сръбското знаме има по-тъмно синьо, а черногорското – по-светло, на предложението за знаме на федерацията е сложен тон от синьото между нюансите на двата флага.